# 夏坝·应巴曲达
夏坝·应巴曲达（？—？）藏族，今四川省理塘县下坝片区人，第二世（不计追认）夏坝活佛。

## 生平
生于下坝地区。在下坝麻通寺剃度出家之后，学习了该寺的仪轨及《声明学》等佛学知识。随后，赴拉萨色拉寺拜见了许多高僧，学习五部大论，毕业并获得拉然巴格西学位。此后，入下密院学习各个学科。毕业后返回家乡，在理塘、木里、稻城、乡城、帕郎等康区南部地区弘法，并担任理塘长青春科尔寺第五十三代住持。由他开始，夏坝活佛世系开始成为麻通寺的法台。